# Gefallenendenkmal der Kosmaj-Partisanen

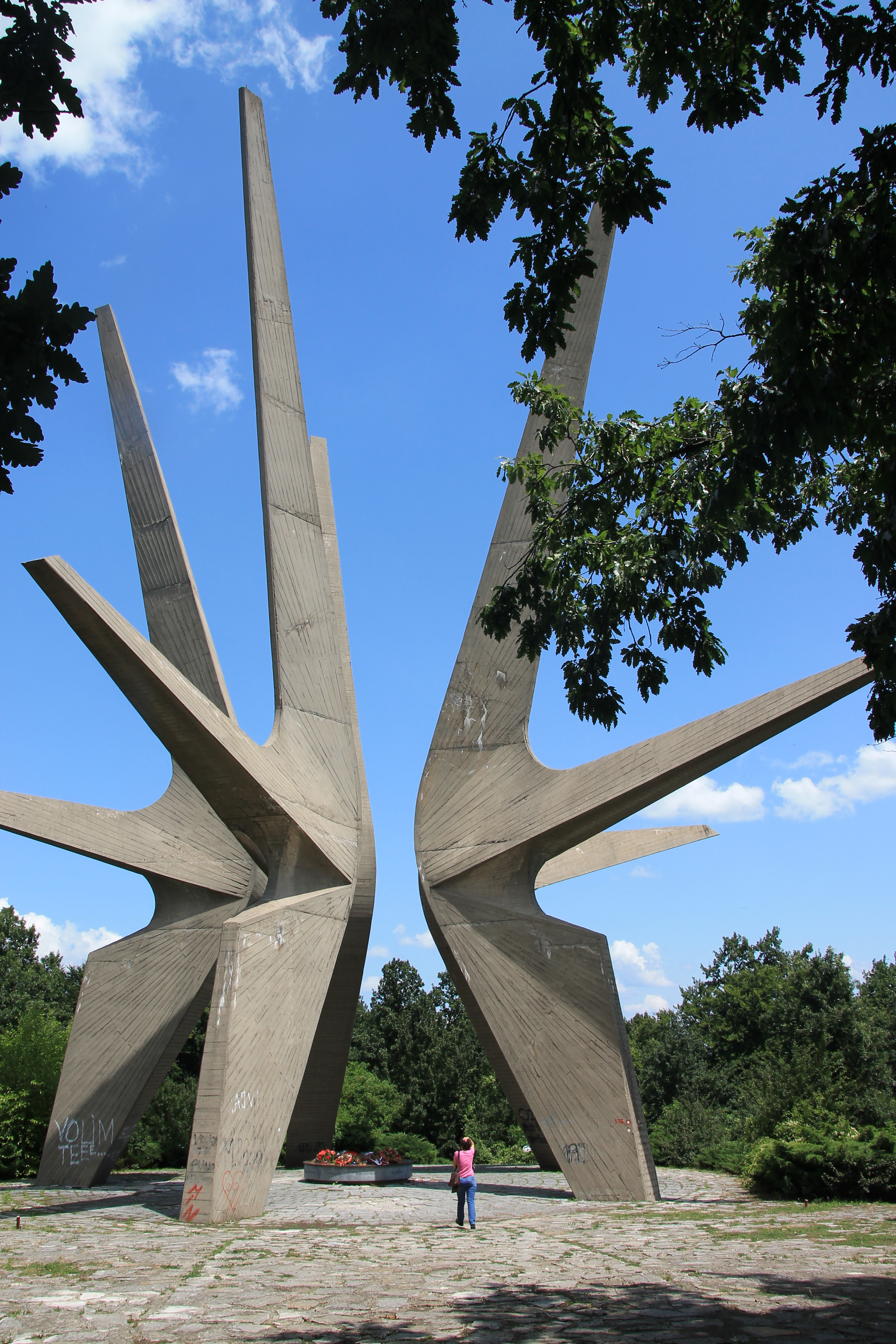
Kosmaj-Denkmal

Das Denkmal für die gefallenen Soldaten der Kosmaj-Partisanentruppe (serbisch Spomenik Kosmajskom partizanskom odredu oder Spomenik palim borcima Kosmajskog odreda) befindet sich am Berg Kosmaj südlich von Belgrad. Es wurde im Auftrag der jugoslawischen Regierung von Bildhauer Vojin Stojić und Architekt Gradimir Medaković 1970 errichtet und 1971 zum Gedenkden der im Zweiten Weltkrieg gefallenen Partisanen der Abteilung von Kosmaj und Posavina enthüllt.

## Beschreibung
Das Denkmal besteht aus fünf unverbundenen 30 Meter hohen Betonsäulen mit jeweils zwei nach außen strebenden Zacken, die in einem Kreis angeordnet sind und zusammen die Form eines Sternes oder Funkens annehmen. Ursprünglich stand in der Mitte des Denkmals ein kreisrunder Sockel mit einer Bronzeverkleidung, der jedoch 2014 zerstört wurde. Auf einer Granittafel ist die Inschrift: „Kosmajci, Posavci, Beograjcani, Smederovci, Moravci, Jasenicani, Mladenovcani.“ zu lesen. Das Denkmal ist von Wald umgeben und eine Stiege führt zu der Plattform, auf der es errichtet ist.

### Heutiger Zustand (Stand 10. Februar 2025)
Das Denkmal ist heute (Stand 10. Februar 2025) in relativ gutem Zustand, hat jedoch wie die umgebende Plattform und Stiege im Laufe der Zeit Schäden erfahren und wird nicht regelmäßig instand gehalten. Dennoch wird es regelmäßig besucht und mit Blumen und anderen Erinnerungsstücken bedacht.

## Geschichte
Die Partisanenabteilung Kosmaj und Posavina wurde am 2. Juli 1941 gegründet. Mitglieder zweier Abteilungen, aus den Regionen Kosmaj und Sava, schlossen sich zu einer Einheit zusammen. Die Zahl der Kämpfenden stieg im gleichen Jahr von rund 95 auf fast 300 und die Abteilung wurde unter dem Namen „Rade Jovanović“ bekannt, nach dem im Kampf gestorbenen stellvertretenden Kompanieführer. Am 22. Februar 1942 versuchten die Partisanen, die Versorgungswege der deutschen Truppen zu unterbrechen, wurden jedoch entdeckt. In dem darauffolgenden Kampf starben bis auf dreizehn alle der 300 Partisanen. Im Mai 1943 wurde die Kosmaj-Abteilung neu gegründet und wuchs mit dem neuen Namen „Kosmajska Brigade“ bis 1944 von 60 auf 1000 Kämpfende. Im Laufe der Jahre nahm die Brigade unter anderem an der Befreiung Belgrads teil und erlitt zahlreiche Verluste. Im März 1945 wurde sie aufgelöst.

### Geschichte des Denkmals
In einem jugoslawienweiten öffentlichen Wettbewerb 1969 wurde Vojin Stojić' und Gradimir Medakovićs Entwurf ausgewählt und 1970 fertiggestellt. Das Denkmal wurde 1971 zum dreißigsten Jahrestag der Gründung der Partisanenabteilung Kosmaj und Posavina enthüllt.

## Rezeption
Das Denkmal ist auch heute noch auf dem Wappen Sopots zu sehen. Ein Nachbau des Denkmals ist ohne Namensnennung in zwei Szenen in Die Tribute von Panem – Mockingjay Teil 2 zu finden. Das Denkmal ist außerdem in mehreren Musikvideos zu sehen, etwa ONE OK ROCKs Save Yourself, Senidahs Crno Srce und Tankarvilles‚Kosmaj Paradox‘ Clip.